# Mark Hopkins
Pour les articles homonymes, voir Hopkins.
Mark Hopkins, Junior (1er septembre 1813 – 29 mars 1878) était un des quatre principaux investisseurs (le « Big Four ») qui créa, avec Leland Stanford, Charles Crocker et Collis Huntington, la compagnie de chemin de fer Central Pacific en 1861.